# Close Combat III : Le Front russe
Close Combat III : Le Front russe (Close Combat III: The Russian Front) est un jeu vidéo de tactique en temps réel développé par Atomic Games et édité par Microsoft, sorti en 1998 sur Windows.

## Système de jeu
Close Combat III est un wargame qui simule, au niveau tactique et en temps réel, des affrontements sur le front de l’Est de la Seconde Guerre mondiale. Son système de jeu est dans la lignée de celui de ses prédécesseurs. Il s’en distingue cependant par l’introduction de plusieurs nouveautés. Le jeu introduit d’abord un système de commandement, avec la nécessité pour le joueur de disposer de chefs pour diriger ses troupes. Ces chefs possèdent un rayon d’action, qui varie suivant leur expérience et leur moyen de transport. Les unités en dehors de ce rayon d’action peuvent agir normalement mais, à partir d’un certain seuil de perte, elles peuvent s’arrêter sur place ou se replier jusqu’à ce qu’elles se trouvent à nouveau dans le rayon d’action d’un chef. En matière d’interface graphique, il introduit un système d’ordres groupés, qui permet au joueur de sélectionner plusieurs unités pour leur donner un ordre commun de mouvement ou d’attaque, ainsi qu’un système de waypoints permettant de définir plus précisément le chemin que doit emprunter une unité. Il ajoute également de nouvelles commandes. La première, embuscade, permet d’ordonner à une unité de se dissimuler et d’attaquer au dernier moment pour faire un maximum de dommages. La seconde, défendre, permet au joueur de définir l’axe de tir de l’unité. Le jeu apporte également des améliorations au système de combat de ses prédécesseurs, avec par exemple la prise en compte du poste des membres d’équipage d’un véhicule pour déterminer les effets d’une attaque contre ce dernier. Il propose enfin une gamme d’unités différentes, qui correspond à celles utilisées sur le front de l’Est de la Seconde Guerre mondiale et qui varie en fonction de la période à laquelle se déroule chaque scénario.
Comme Close Combat : Un pont trop loin, Close Combat III propose plusieurs modes de jeu en solo, dont des scénarios individuels, un mode opération et un mode  campagne. Les opérations sont constituées de plusieurs scénarios et prennent places dans un contexte historique précis qui impose au joueur d’accomplir ses objectifs dans un temps limité. Les campagnes regroupent plusieurs opération, qui s’enchaine de manière linéaires, et se déroule sur une ou plusieurs années.  Le joueur commence une opération ou une campagne avec un grade précis, qui dépend de l’année où elle débute. Ce grade influe sur le nombre et la qualité des troupes qu’il peut acquérir pour accomplir une mission. Au cours d’une opération, le joueur ne peut pas monter en grade mais au fur et à mesure d’une campagne, il progresse dans la hiérarchie, ce qui lui permet d’acquérir des unités supplémentaires et de meilleures qualités. A la fin de chaque scénario, le joueur obtient des points qui lui permettent de compléter les unités ayant subies des pertes et, éventuellement, d’en acquérir de nouvelles. Il peut également permettre à certaines unités de se reposer pour éviter un essoufflement de ses troupes. Les points obtenus lors de chaque scénario se cumulent et à la fin d’une opération, les points non-dépensés sont pris en compte pour calculé le nouveau grade du joueur. Outre le mode solo, le jeu propose un mode multijoueur, qui permet de jouer les scénarios et les opérations en réseau local ou par Internet. Il dispose également d’un éditeur de scénario qui permet de créer de nouvelles missions sur les cartes disponibles dans le jeu.

## Accueil
| Close Combat III      |      |       |
| Média                 | Nat. | Notes |
| Computer Gaming World | US   | 3.5/5 |
| Cyber Stratège        | FR   | 5/5   |
| GameSpot              | US   | 92 %  |
| Gen4                  | FR   | 4/5   |
| Jeuxvideo.com         | FR   | 17/20 |
| Joystick              | FR   | 90 %  |

En 1999, Close Combat III est notamment élu « meilleur wargame de l’année » par la rédaction du magazine PC Gamer US qui le décrit comme « le meilleur épisode de la série » et qui estime qu’il « recrée avec éclat la fluidité et le chaos des combats sans pour autant compromettre la jouabilité ».
Avec 45 438 copies vendues aux États-Unis en 1999, Close Combat III y est le wargame le plus vendu de l’année,.